# Антонівка (Луцька міська громада)

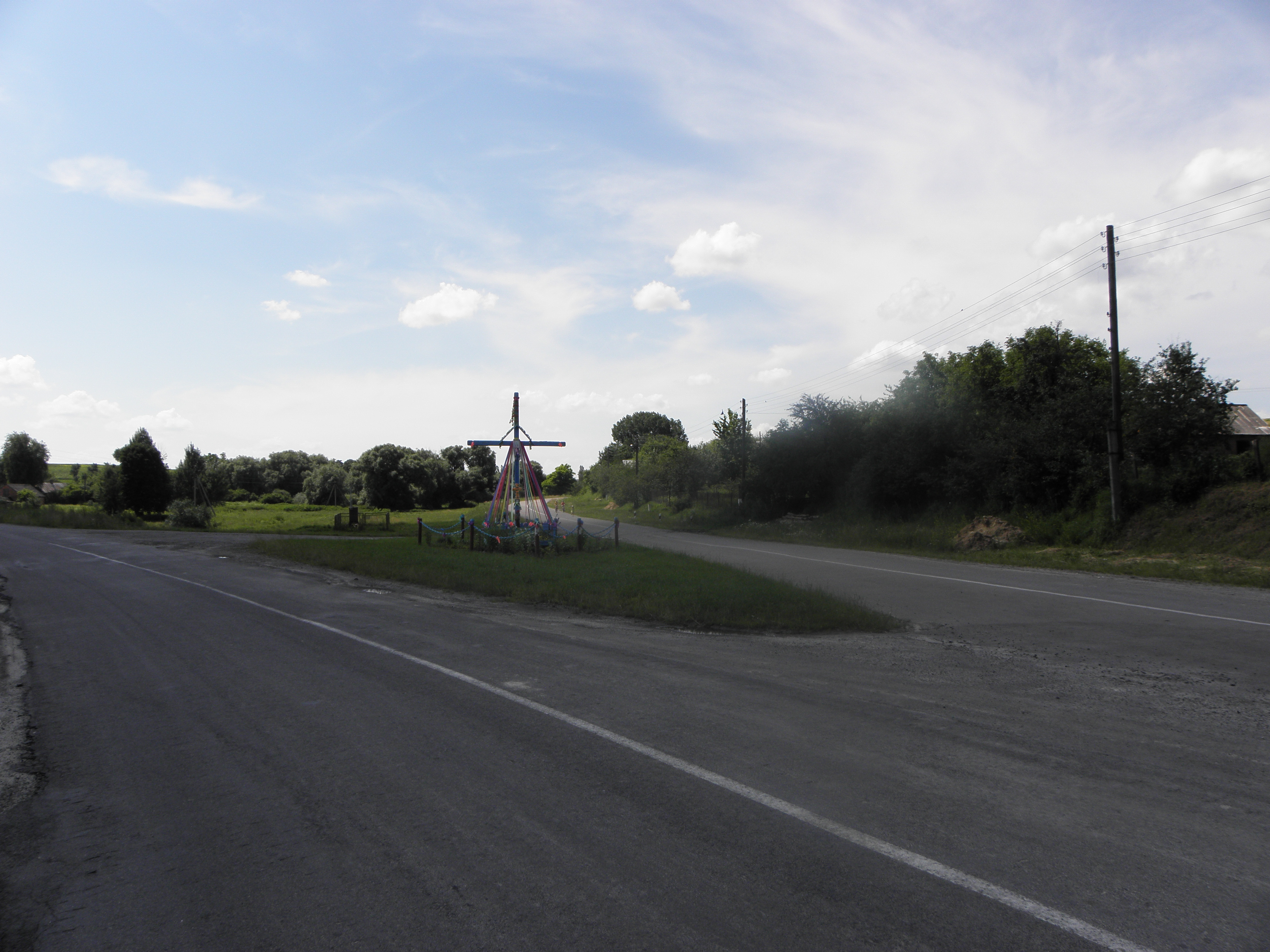
Центр села Антонівка

Анто́нівка — село в Україні, у Луцькому районі Волинської області. Входить до складу Луцької міської громади. Населення становить 274 осіб.

## Археологічні пам'ятки

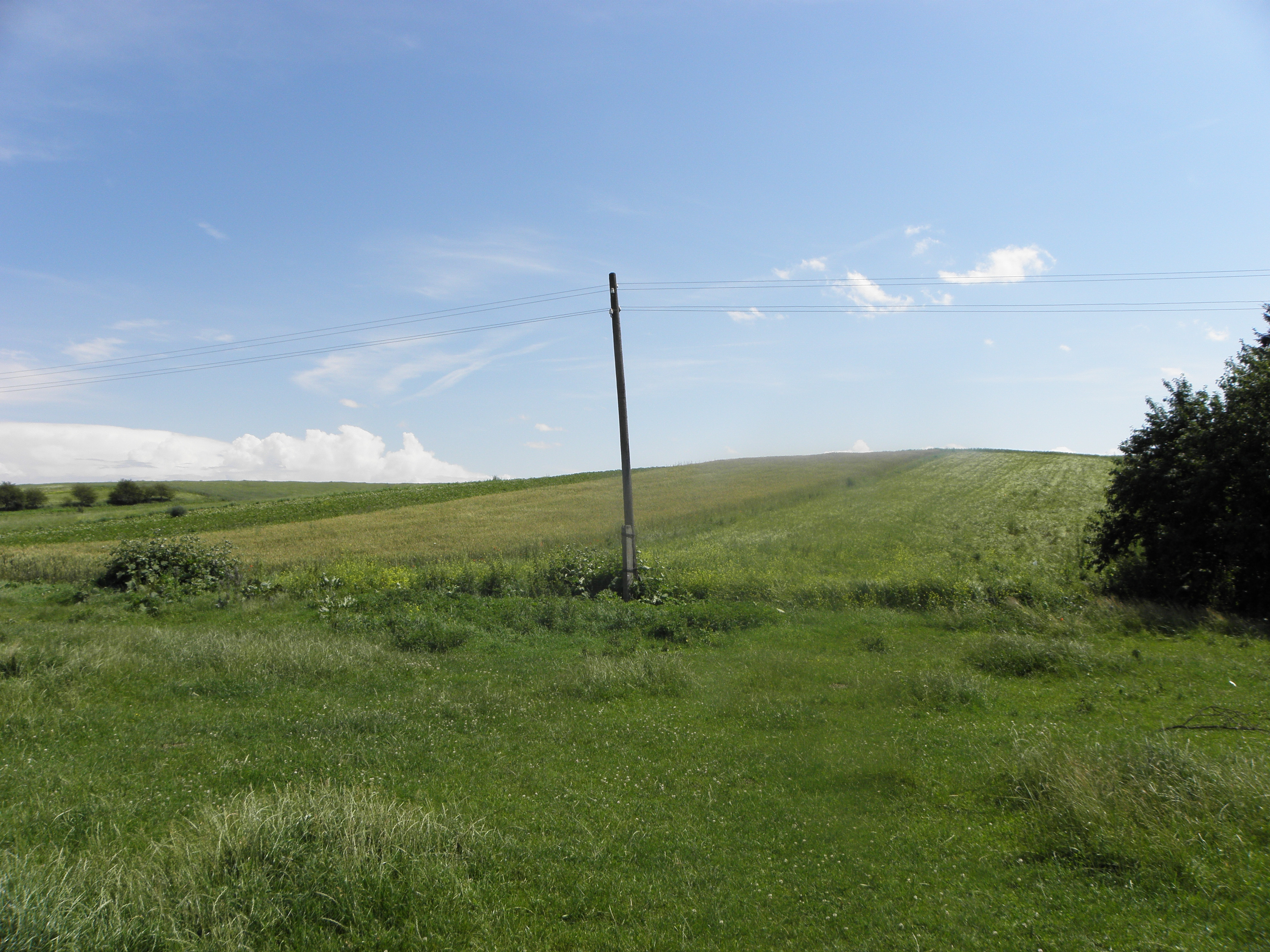
Поселення ХІІ-ХІІІ ст. у с. Антонівка. Вид з півночі.

На території села відомо дві пам'ятки археології місцевого значення:
- Приблизно за 0,5 км на схід від села, на лагідному схилі правого берега річки Омеляник (Омелянівка) (лівосторонній доплив річки Стиру) — поселення ХІІ-ХІІІ ст. площею до 1 га. З території орного поля В. Коноплею зібрано уламки гончарного посуду. Окремі екземпляри декоровані прямими нарізними борозенками.

- На східній околиці села — двошарове поселення: волинської неолітичної культури (дніпро-донецької культурної спільноти) і культури Зимне-Злота мідної доби.

## Історія
Антонівка згадується як село в XIX ст. у Луцькому повіті Торчинській волості з населенням 218 жителів і 26 жилими домами.
До 23 грудня 2016 року село підпорядковувалось до Заборольської сільської ради Луцького району Волинської області.
З 23 грудня 2016 року до 12 червня 2020 року у складі Заборольської сільської громади. 
12 червня 2020 року, згідно з розпорядженням Кабінету Міністрів України  № 708-р, село увійшло до складу Луцької міської громади.

## Населення
Згідно з переписом УРСР 1989 року чисельність наявного населення села становила 292 особи, з яких 145 чоловіків та 147 жінок.
За переписом населення України 2001 року в селі мешкали 274 особи.
У травні 2020 року парафія села Антонівка вийшла з УПЦ Московського патріархату і перейшла до Православної церкви України.

### Мова
Розподіл населення за рідною мовою за даними перепису 2001 року:
| Мова       | Відсоток |
| ---------- | -------- |
| українська | 99,27 %  |
| російська  | 0,73 %   |